# Lophopoeum fuliginosum
Lophopoeum fuliginosum là một loài bọ cánh cứng trong họ Cerambycidae.